# Постгистерэктомический синдром
Постгистерэктомический синдром (от лат. post — «после», др.-греч. ὑστέρα — «матка» и ἐκτομή — «эктомия, удаление») — комплекс обменно-эндокринных, нейровегетативных и психоэмоциональных нарушений после операции по удалению матки. Заболевание связано со снижением уровня эстрогенов из-за нарушения иннервации, кровоснабжения и функции яичников. Данный синдром может отрицательно сказываться на здоровье и качестве жизни.

## Клиническая картина
При постгистерэктомическом синдроме отмечаются два основных симптомокомплекса — психоэмоциональный и вегетоневротический. Основными психоэмоциональными симптомами являются сильная утомляемость, вялость, слабость, снижение работоспособности и слезливость. Вегетоневротические симптомы выражаются в приливах, расстройстве сна, вестибулопатии, плохой переносимости высокой температуры, наклонности к отёкам, транзиторной гипертензии и повышенной потливости.

## Лечение
Заместительная гормональная терапия быстро купирует как вегетососудистые, так и психоэмоциональные проявления постгистерэктомического синдрома. В раннем послеоперационном периоде препаратом выбора является эстрадиола валерат в сочетании с дегидроэпиандростероном. Сочетание эстрогенов с андрогенами оказывает психостимулирующее и антидепрессивное действие. В данный период могут использоваться как эстрогенсодержащие пластыри, так как конъюгированные эстрогены.
В позднем послеоперационном периоде допустима монотерапия эстрогенами и применение любых комбинированных гормональных препаратов.
При транзиторной форме постгистерэктомического синдрома длительность лечения составляет 3—6 месяцев. При стойкой форме целесообразна заместительная гормональная терапия на протяжении 1—5 лет.